# Distrito de Trashiyangtse
El Distrito de Trashiyangtse es uno de los veinte distritos (dzongkhag) en que se divide Bután. Cubre un área de 1.447 km² y contaba con una población de 17.100 personas en 2019. Su capital es Trashiyangtse. Es uno de los distritos de más reciente creación, pues fue separado del distrito de Trashigang en 1992.

## Geografía
Trashiyangtse limita al oeste con el distrito de Lhuntse y al sur con Mongar y Trashigang. Del mismo modo, cuenta con fronteras internacionales con la China tibetana al norte y con la India al este.

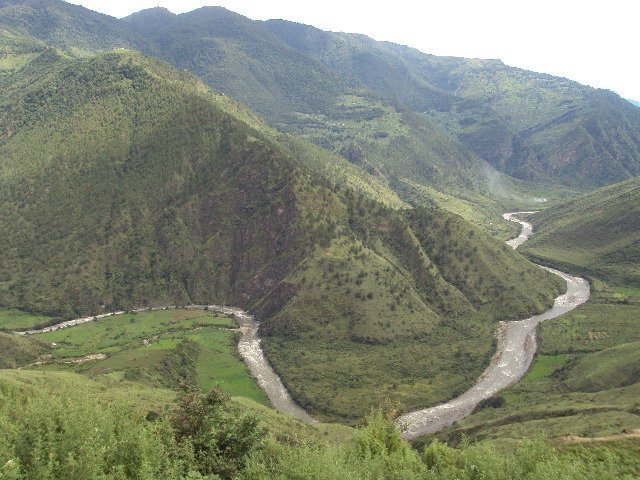
Vista del río Kulong Chhu desde el distrito

La altura media del dzongkhag es de 1750-1880 m sobre el nivel del mar, con un rango de entre 500 y 5400 metros. Debido a esto, cuenta tanto con bosques alpinos como áreas de clima subtropical.
El distrito de Trashiyangtse contiene el Santuario de Vida Silvestre de Kholong Chu, establecido en 1993, que forma parte del Santuario de Vida Silvestre Bumdeling. Este área protegida cubre actualmente la mitad norte de Trashiyangtse (los gewogs de Bumdeling y Yangste), así como también porciones sustanciales de los distritos vecinos.

## Cultura

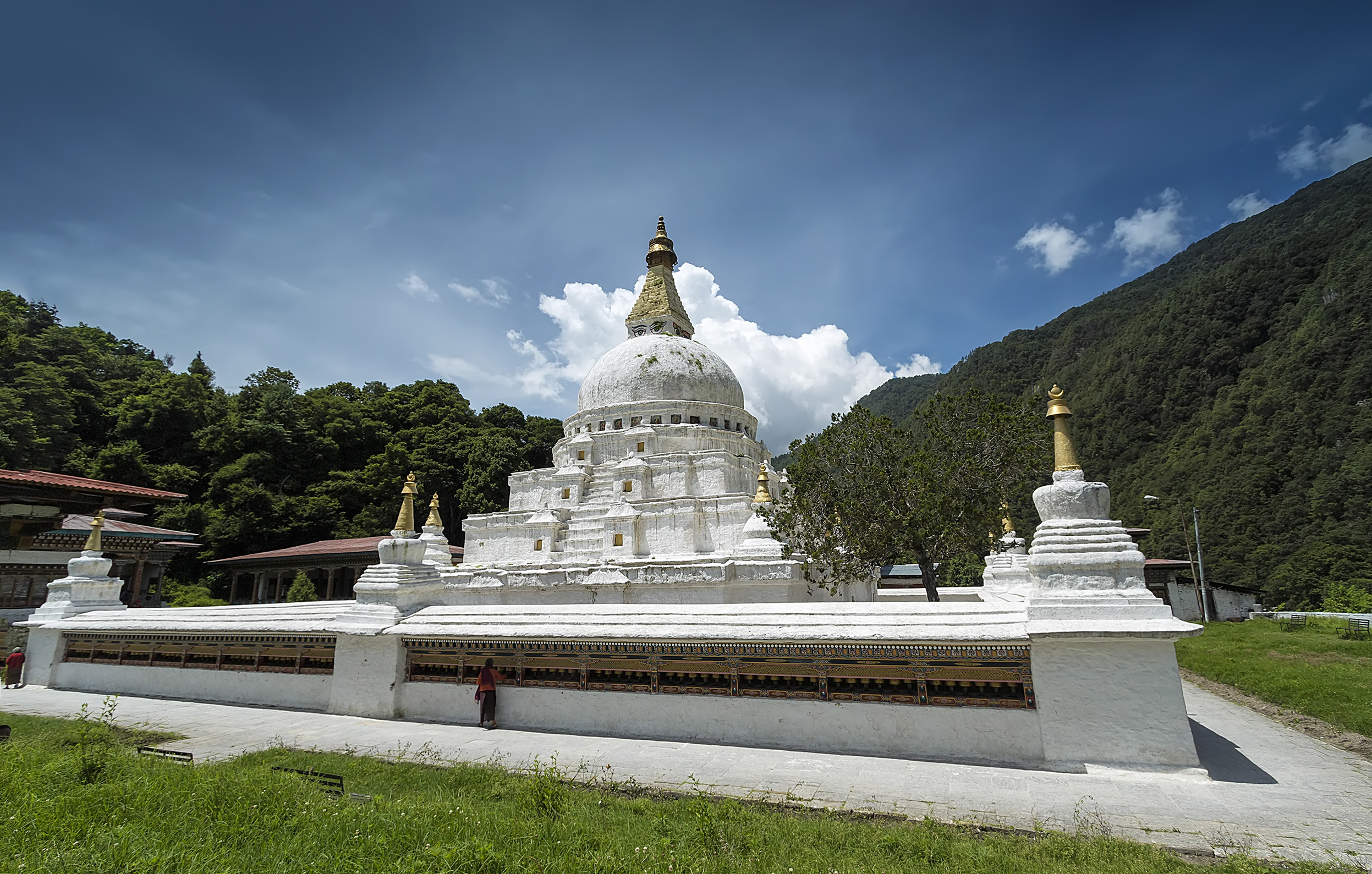
Vista de la estupa Chörten Kora

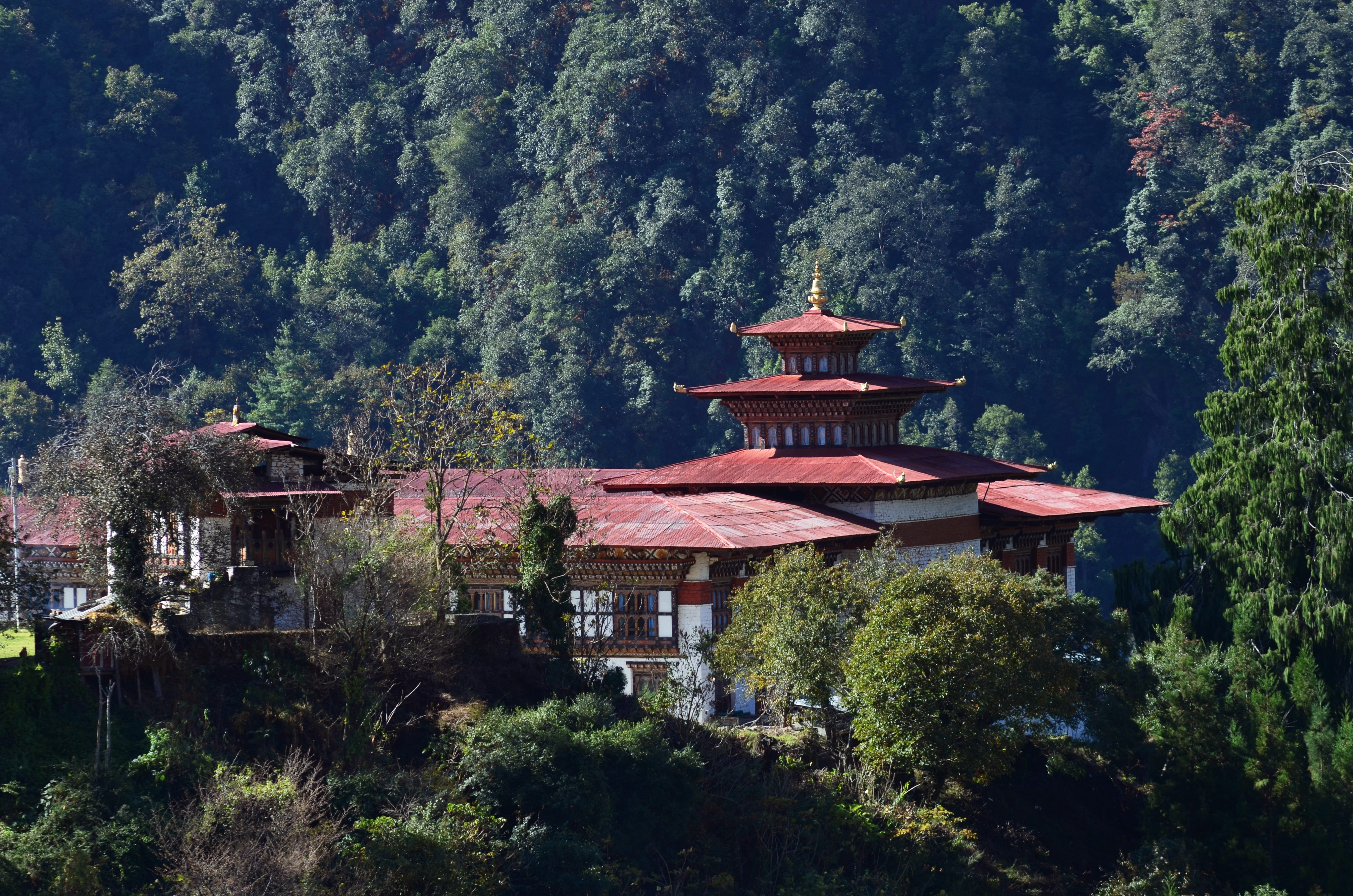
El dzong de Trashiyangtse

Una de los monumentos más relevantes del distrito son el Chörten Kora y el monasterio Gomphu kora, incluido su festival anual tsechu. La región cuenta con dos dzongs, entre ellos el dzong de Trashiyangtse, construido en el siglo XV por el tertön Pema Lingpa Pertenecen al distrito también 19 lhakhangs y 124 chörtens.

## Economía
La población de la región ha desarrollado la carpintería y la fabricación de papel. Los artículos que producen, como los tradicionales cuencos de madera, son valorados en todo el país. Cuenta con una importante institución de arte, la Escuela de Artes Tradicionales, que enseña seis medios artísticos: pintura, cerámica, escultura en madera, torneado, lacado y bordado.
Por otra parte, el 67% de los habitantes tienen un empleo relacionado con la agricultura. En 2019, 7780.99 hectáreas fueron empleadas para los cultivos. El arroz fue el alimento más cosechado, con una producción de 4.118 toneladas, seguido del maíz que contó con 4.015 toneladas.

## Condados
El distrito de Trashiyangtse está dividido en ocho condados (gewogs):
- Bumdeling
- Jamkhar
- Khamdang
- Ramjar
- Toetsho
- Tomzhangtshen
- Yangste
- Yalang